# Cantonul Droué
Cantonul Droué este un canton din arondismentul Vendôme, departamentul Loir-et-Cher, regiunea Centru, Franța.

## Comune
- Bouffry
- Boursay
- La Chapelle-Vicomtesse
- Chauvigny-du-Perche
- Droué (reședință)
- Fontaine-Raoul
- La Fontenelle
- Le Gault-Perche
- Le Poislay
- Romilly
- Ruan-sur-Egvonne
- Villebout